# Орден Святой Агаты
Орден Святой Агаты — государственная награда Республики Сан-Марино.

## История
Орден Святой Агаты был учреждён 5 июня 1923 года в честь святой Агаты в день её праздника в ознаменование независимости Сан-Марино, обретённого в 1740 году, когда папа римский Климент XII восстановил независимость республики после годовой оккупации войсками кардинала Альберони.
5 февраля отмечается как день святой Агаты и День независимости Сан-Марино.
Орден Святой Агаты вручается иностранным гражданам за заслуги в благотворительной деятельности на благо Республики Сан-Марино. Орден вручается от имени Капитанов-регентов по рекомендации комиссии, состоящей из 12 человек.
Первоначально орден был учреждён в четырёх классах. В 1925 году был добавлен класс Большого креста.
В 1946 году в статут ордена были внесены незначительные изменения, в том числе изменена расцветка орденской ленты.

## Классы
Орден Святой Агаты подразделяется на пять классов:
| Степени ордена |               |              |          |        |         |
| Года           | Большой крест | Гранд-офицер | Командор | Офицер | Кавалер |
| 1923-1946      |               |              |          |        |         |
| с 1946         |               |              |          |        |         |

## Описание
Знак ордена — золотой лапчатый крест со скругленными оконечностями, покрытый эмалью белого цвета и наложенный на ветви зелёной эмали, состоящий из дубовых листьев с одной стороны и оливковых с плодами — с другой. В центре креста круглый медальон с каймой белой эмали. В медальоне эмалевый портрет святой Агаты. На кайме надпись: «SANT’AGATA PROTETTRICE».
Реверс знака аналогичен аверсу — в центральном медальоне гербовой щит Сан-Марино, на кайме надпись: «BENE MERENTI».
Звезда ордена серебряная восьмиконечная, формируемая из множества разновеликих заострённых лучиков с бриллиантовой огранкой, расположенных трапециевидно. В центре звезды знак ордена.
Орденская лента шёлковая муаровая белого цвета с широкими полосками жёлтого цвета по краям и красного цвета в центре.

## Галерея

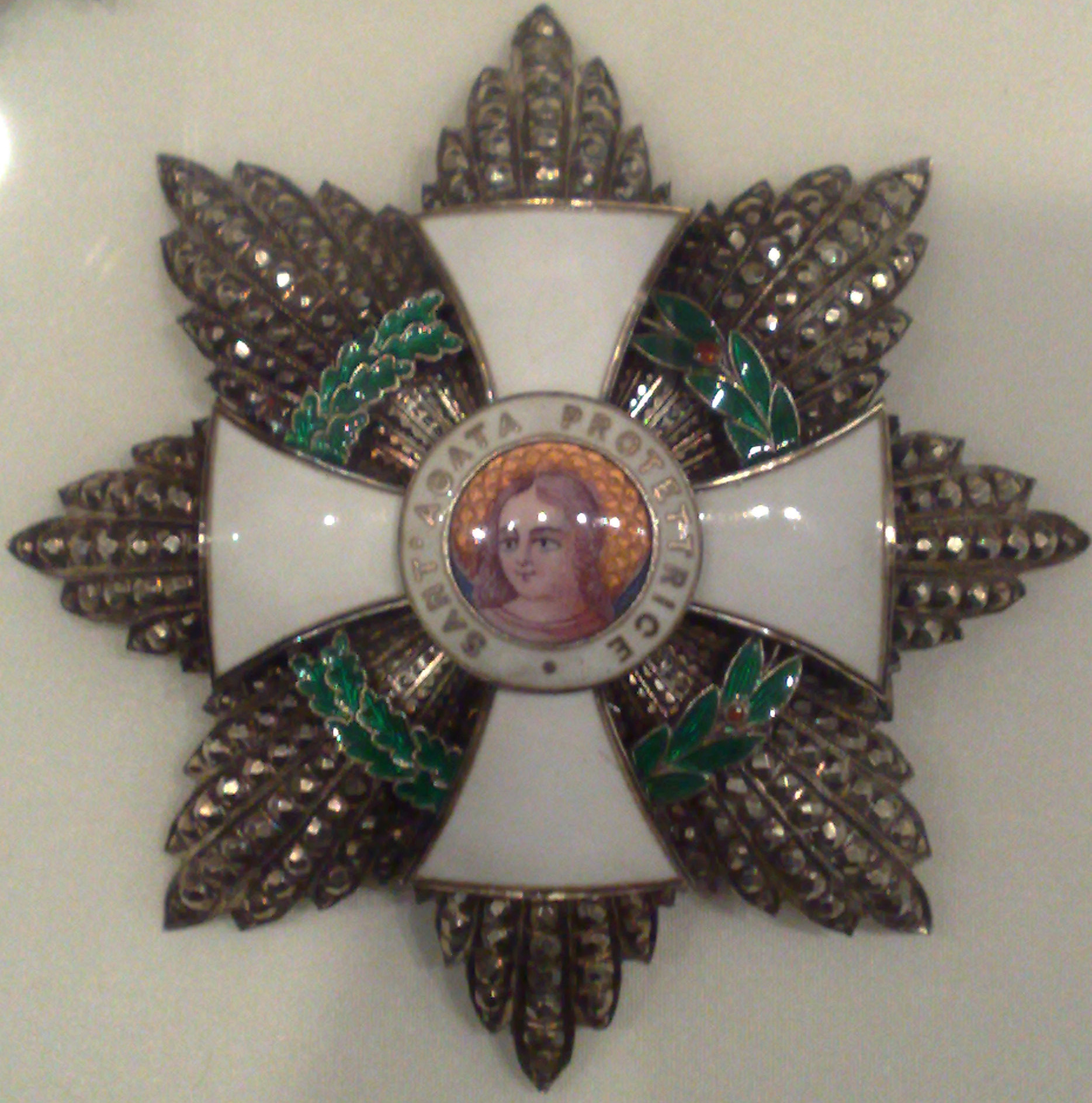
Звезда ордена
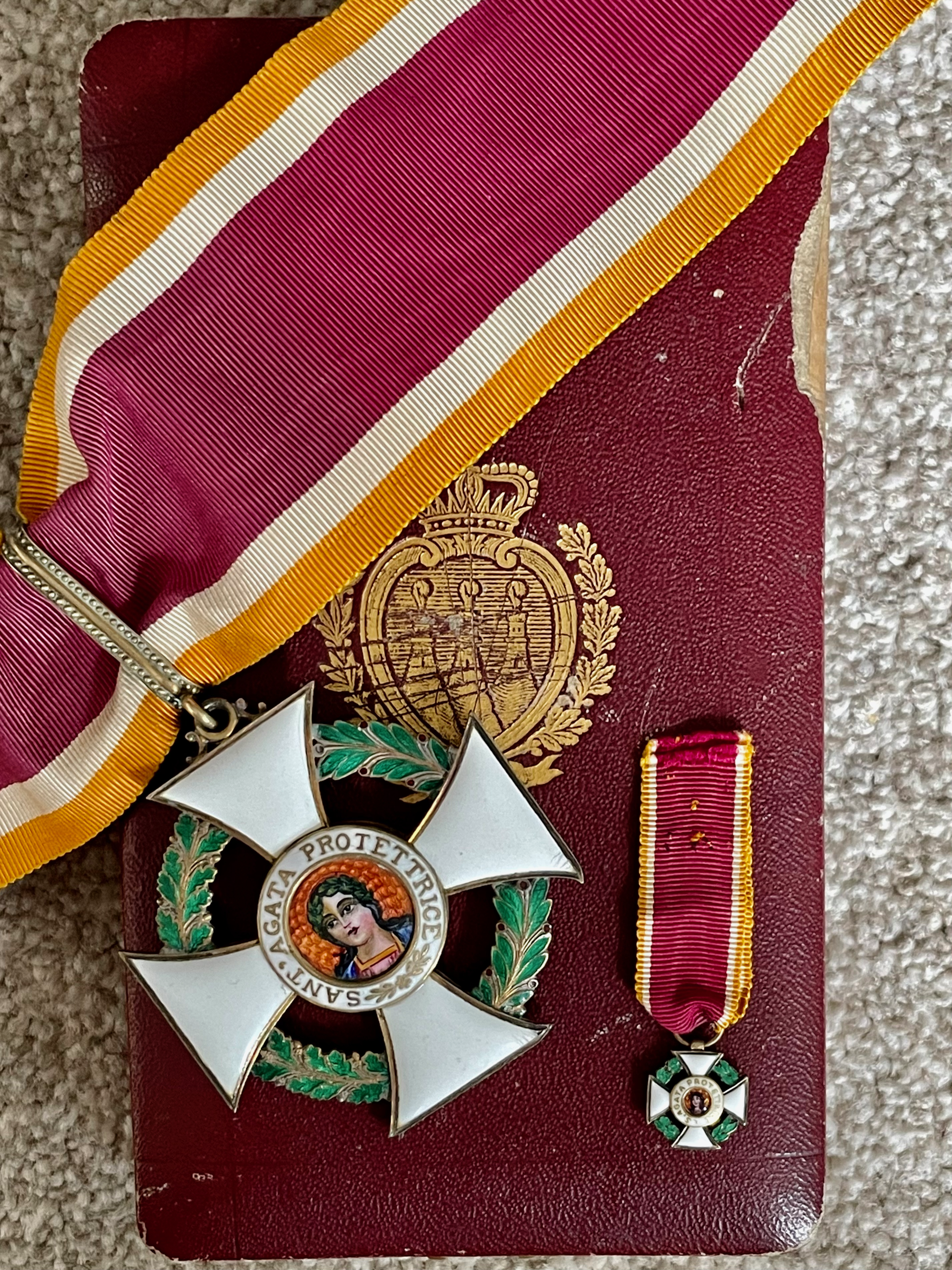
Знак ордена святой Агаты класса Командора образца 1923 года